# АнимациЯ
«АнимациЯ» — российская рок-группа, образованная в 2000 году в городе Чистополь (Татарстан). Лидер — Константин Кулясов.

## История
История группы началась 25 декабря 2000 года.
Дебютная пластинка группы под названием «Странник» вышла в 2008 году. Через год вышел второй альбом «Помехи в эфире», который был интернет-релизом и не распространялся на физическом носителе.
В 2010 году вышел третий альбом «Сделано в Китае?», наибольшую известность из которого получила песня «Ванька». В 2011 году на эту песню был снят мультипликационный клип.
В 2012 году вышел четвёртый альбом группы — «Время Ё». Песни «Родина», «Спички», «Дневник» с этого альбома попали в эфир «Нашего радио», также композиция «Родина» впоследствии звучала в федеральном эфире на «Русском Радио», «Радио Шансон», «Радио Маяк», «Радио России», «Радио Весна», «Страна ФМ», «Радио КП», Первом Канале российского телевидения и НТВ, а также в СМИ Казахстана, Белорусси и Украины. Команды Высшей Лиги КВН дважды цитировали композиции группы, украинский «Квартал 95» сделали кавер на песню «Родина», в проекте «Танцы на ТНТ» Митя Стаев танцевал под музыку из этого альбома.
В 2013 году «АнимациЯ» выпустила сборник «Продано не всЁ», который вмещал в себя лучшие композиции из двух предыдущих работ группы и песню «Черта», которая летом 2013 года зазвучала в эфире «Нашего радио».
6 июля 2013 года «АнимациЯ» впервые вышла на Главную сцену фестиваля «Нашествие».
В конце года группа дебютировала в кинематографе: песня «Родина» вошла в саундтрек фильма «Курьер из рая» (реж. Михаил Хлебородов). Премьера фильма состоялась 26 ноября 2013 года.
Апрель 2014 года песни «Ванька» и «Спички» стали саундтреками к фильму «Скорый „Москва — Россия“» (режиссёр: Игорь Волошин). Премьера фильма состоялась 17 апреля 2014.
В марте 2015 года группа выпустила свой пятый альбом «Распутье», композиция «Журавли» впервые была исполнена на фестивале «Нашествие», разлетевшись во все уголки страны за полгода до официального релиза, и стала одной из самых известных песен коллектива. Песня «#непорусски» из того же альбома стала саундтреком фильма «Жених», премьера которого состоялась 15 сентября 2016 года (режиссёр: Александр Незлобин)
16 августа 2016 года Константин Кулясов и Георгий Маланчев (студийный и концертный звукорежиссёр, аранжировщик и саунд-продюсер группы)отправляются в масштабный акустический тур без рекламы, состоящий из 32 городов, где исполняются не только проверенные хиты, но и новые песни с предстоящего альбома. Зрителей просят не снимать и не выкладывать в Интернет эти композиции до официального релиза, ни один из более 2000 человек не подвёл артиста. В этом же туре снимается клип на песню «Русские города».
15 ноября 2016 года состоялся релиз шестого альбома «Кругом Враги», а 20 ноября группа отправляется в свой первый масштабный тур по России и Казахстану, состоящий из 80-ти городов.
В декабре 2016 года вышла программа «Соль» (ведущий Захар Прилепин) с участием группы на телеканале РЕН ТВ.
В середине тура «Кругом Враги» в марте 2017 года снимается клип на песню «Однажды» при непосредственном участии зрителей Москвы и Санкт-Петербурга. Режиссёром клипа стал воронежский дебютант Антон Богатченко.
В 2017 году песня «Воздух» стала саундтреком к фильму «Пурга» (режиссёр: Игорь Зайцев), премьера которого состоялась 7 января 2018 года.
В 7 ноября 2017 года вышла песня «Ильич» посвящённая 100-летию революции
29 марта 2018 года состоялась премьера фильма «Каникулы президента» (режиссёр: Илья Шерстобитов), куда в качестве саундтрека попала песня «Родина».
11 ноября 2018 года на телеканале РЕН ТВ состоялась премьера боевика «Джокер 3. Охота на зверя», саундтреком которого стала песня «Псих», записанная в новой аранжировке, спустя 14 лет после ее написания.
30 ноября 2018 состоялась премьера клипа и сингла «Танцевать!».
12 декабря 2018 года состоялся релиз песни «Ошибки», исполненная совместно с группой «Аффинаж».
14 февраля 2019 года состоялся релиз песни «Роман».
13 марта 2019 года состоялся релиз песни «Хэппи-Энд».
В ноябре 2019 выходит новый полноценный альбом под названием “ВО”.
В апреле 2020 года в условиях самоизоляции выпускается клип на песню «Керосиним».
В сентябре этого же года группа выпускает кавер на композицию «Русский рок» группы ДДТ.
24 февраля 2022 года вышел клип на песню "Монолог", где Константин Кулясов выступил в качестве соавтора и редактора текста и музыки
7 ноября вышел полноценный акустический альбом "ЗА КАДРОМ", саунд-продюсероми выступили баянист коллектива Рушан Аюпов и сам Константин Кулясов, звукорежиссёр Андрей Старков, в записи приняли участие Константин Кинчев, Евгений Маргулис и группа 25/17
В начале 2023 года вышел сингл «По-методичке»
К осени этого же года свет увидел мини-альбом «АБРИС»

### Современный состав
- Константин Кулясов — музыка, тексты, вокал, гитара
- Алексей Салеев — гитара
- Ярослав Абдулгадов — бас-гитара
- Виктор Коновалов  — ударные
- Рушан Аюпов  — баян
- Валерий Бадьянов— звукорежиссёр
- Жаклин Геворгизова - директор

## Дискография
- 2008 — Странник
- 2009 — Помехи в эфире
- 2010 — Сделано в Китае?
- 2012 — Время Ё
- 2013 — Продано не всЁ
- 2015 — Распутье
- 2016 — Кругом враги[6]
- 2019 — Во!
- 2022 — За Кадром (акустический альбом)
- 2023 — Абрис (мини-альбом)

## Синглы
- 2012 — Родина
- 2013 — Спички
- 2013 — Дневник
- 2013 — Черта
- 2013 — Курьер из «Рая»（feat Дмитрий Дюжев）
- 2014 — Журавли
- 2015 — Игра
- 2016 — Метро
- 2016 — #непорусски（OST «Жених»）
- 2017 — Русские города
- 2017 — Ильич
- 2018 — Коррупция
- 2018 — Псих
- 2018 — Танцевать
- 2018 — Ошибки（feat Аффинаж）
- 2019 — Роман
- 2019 — Happy End
- 2019 — Красиво (feat «План Ломоносова»)
- 2020 — Керосиним
- 2020 — Русский рок (трибьют ДДТ)
- 2022 — Монолог
- 2022 — Реставрация

### Видеоклипы
- Ванька (2011)
- Государство (2011)
- Родина (2012)
- Спички (2013)
- Родина feat Дмитрий Дюжев и Гоша Куценко (2013)
- Силы небесные (2015)
- Бег (2016)
- Русские города (2016)
- Однажды (2017)
- Ильич (2017)
- Коррупция (2018)
- Танцевать (2018)
- Керосиним (2020)
- Монолог (2022)
- Осторожно! Россия! (2022)

## Достижения и награды
- Премия «Чартова дюжина 2013» в номинации «Взлом»

### Интервью
- Любовь Марьина. АнимациЯ: «Песня – это определенный отрезок, прожитый в жизни». Журнал Apelzin (12 января 2013).
- «Анимация»: Зрители дарят нам адреналин. Группа «Анимация» в гостях программы «Вторая смена на «НАШЕМ радио». НСН (1 мая 2014).
- Александр Алексеев. «Родину» слышат. «АнимациЯ» рассказала, как рок-звездам помогать провинции. Российская газета - Федеральный выпуск № 230(7693) (14 октября 2018). Дата обращения: 20 сентября 2019.
- Радиф Кашапов. Константин Кулясов, группа «АнимациЯ»: «До 2006 года мы пилили по подвалам инструменты». БИЗНЕС Online (20 апреля 2014). Дата обращения: 20 сентября 2019.
- Интервью #277. на YouTube Samara GIS. (9 ноября 2014 г.)
- Интервью для канала Bloknot Russia на YouTube (6 марта 2017 г.)
- Выход в андеграунд на YouTube
- Эксклюзивное интервью для канала Life Muse на YouTube
- Ночь Живых Музыкантов. Интервью Рок-Порталу EQ.  на YouTube (11 и 12 июня 2014)
- Интервью в программе «Без купюр» (ГТРК Южный Урал) на YouTube (14 марта 2018 г.)
- Один на один. Интервью каналу Время [Че] на YouTube (24 марта 2018 г.)
- Марина Седнева. Честная «АнимациЯ». Яркуб (22 декабря 2016).
- Лидер группы «АнимациЯ» Константин Кулясов: «Пока я живу, пока сердце бьется, появляются песни». Информационное агентство БНК (24 августа 2014). Дата обращения: 20 сентября 2019.
- Михаил Павлов. Разговор по душам с лидером группы «Анимация» Константином Кулясовым. Блогосфера 7x7 (13 сентября 2019). Дата обращения: 20 сентября 2019.